# Volo Trigana Air Service 168
Il volo Trigana Air Service 168 era un collegamento di linea nazionale dall'aeroporto di Berau all'aeroporto di Temindung in Indonesia. L'11 febbraio 2010, il volo era effettuato dall'ATR-42 registrato PK-YRP. L'aereo subì in volo l'avaria di un motore e l'equipaggio decise di deviare all'aeroporto Internazionale di Sepinggan. L'aereo successivamente atterrò in un campo a circa 18 km dalla destinazione prefissata. Due persone si ferirono gravemente.

## L'aereo
Il velivolo coinvolto era un ATR-42-300F con registrazione PK-YRP. Costruito nel 1987 con codice di serie 50. Volò la prima volta il 22 maggio 1987 sotto la registrazione F-WWER. Fu consegnato alla Pan Am Express il 10 giugno 1987 con registrazione N4202G. Il 4 dicembre 1991 passò alla Trans World Express. Il 5 dicembre 1995, l'aereo venne affittato alla Mahalo Air. Fu accantonato nel settembre 1997. Nell'ottobre 1998 ritornò all'ATR e registrato F-WQIT. Il 20 ottobre 1998, il velivolo venne affittato alla Inter-Canadien e registrato C-GICB. Venne accantonato nel novembre 1999. Il 6 ottobre 2000 fu affittato dalla Rossair, registrato ZS-DHL e convertito alla versione cargo. Nel gennaio 2003, l'aereo fu nuovamente messo in deposito. Il 2 agosto 2008, entrò in servizio con la Trigana Air Service registrato PK-YRP.

## L'incidente
Il volo 168 partì dall'aeroporto di Berau con destinazione l'aeroporto di Temindung. Durante il volo, uno dei motori entrò in avaria e fu spento. L'equipaggio pensò di deviare all'aeroporto Internazionale di Sepinggan visto che disponeva di una pista lunga 2 500 m, rispetto ai 1 150 m della pista di Temindung, inoltre i mezzi disponibili a Sepinggan erano migliori di quelli di Temindung. Ad un certo punto anche il secondo motore perse potenza. In seguito, alle 11:40 ore locali circa (03:40 UTC) l'aereo compì un atterraggio di fortuna in un campo di riso a 41 km da Balikpapan e 33 km prima di Sepinggan. Due persone riportarono fratture alle gambe. Il velivolo rimase sostanzialmente danneggiato.

## Le indagini
Un'inchiesta venne aperta dal Comitato Nazionale della Sicurezza dei trasporti (NTSC). Le scatole nere vennero recuperate e inviate ad analizzare. L'aereo era atterrato con il carrello retratto e con nessun motore operativo. Le fotografie mostravano che sebbene l'elica sinistra fosse in bandiera, quella destra non lo era.
L'NTSC appurò che entrambi i motori erano privi di carburante prima dello spegnimento, e ciò indicava che la gestione del carburante era fuori controllo durante il volo e che l'indicazione della quantità di carburante poteva essere fuorviante. Non è stato possibile effettuare un'analisi adeguata perché sia l'FDR che il CVR non erano in funzione.